# Bing (entreprise)
Pour les articles homonymes, voir Bing.

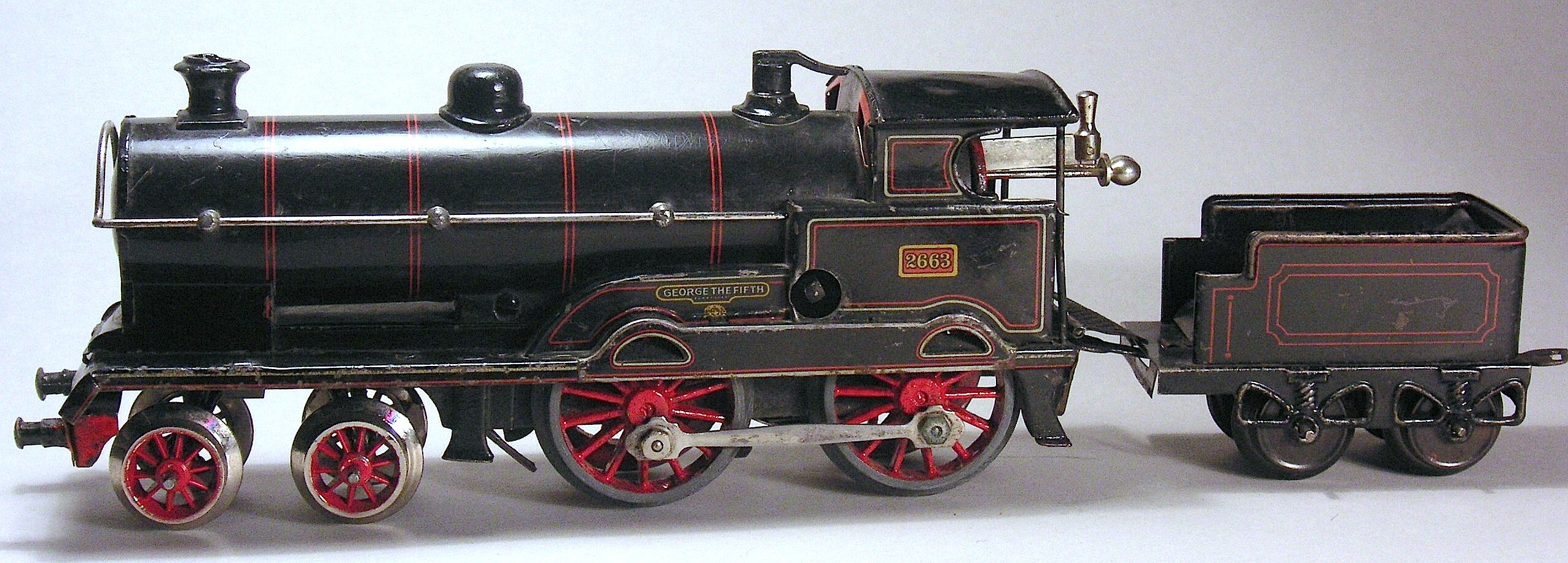
Locomotive Bing George the Fifth, ca. 1922. Le Tender n'est pas d'origine

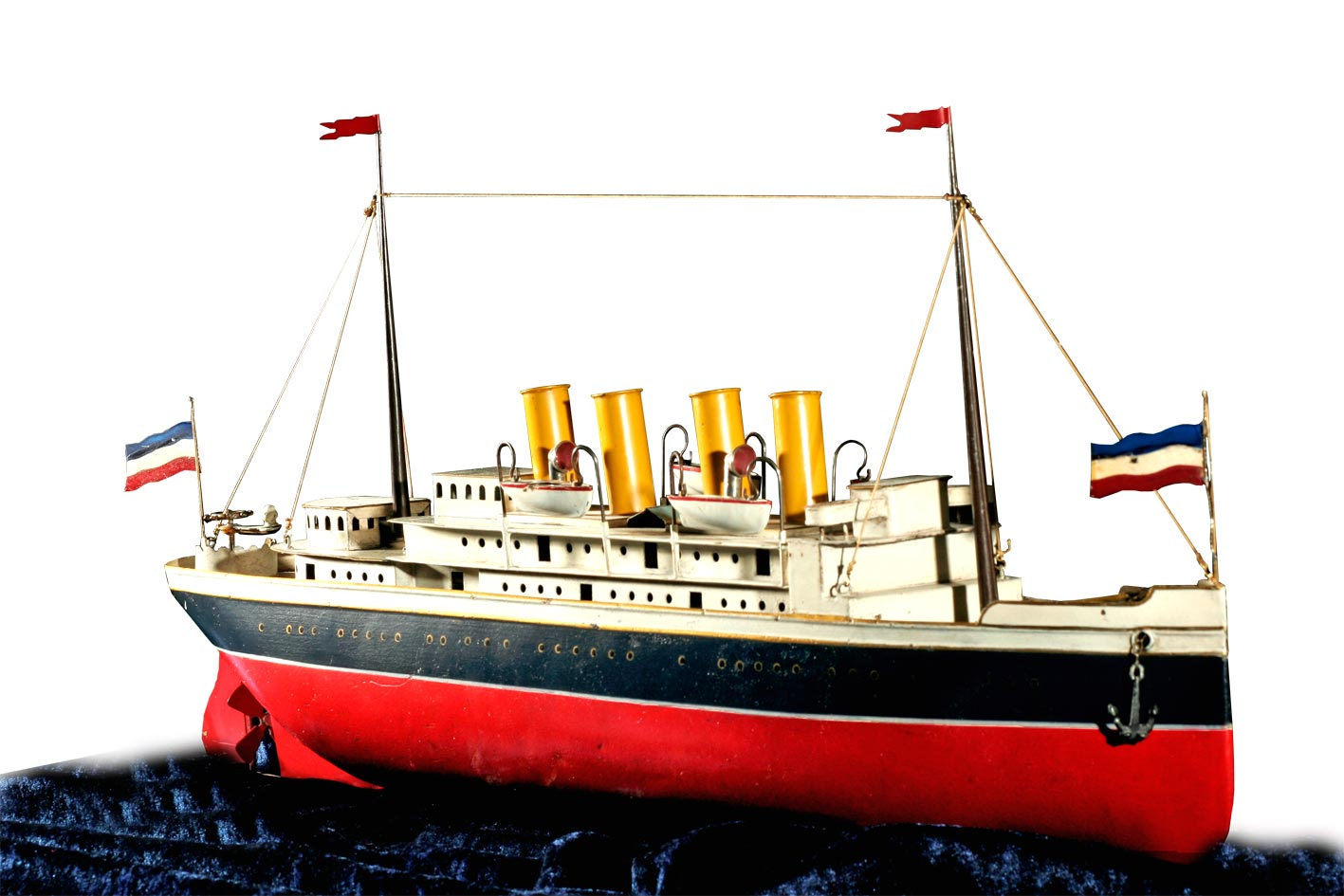
Paquebot

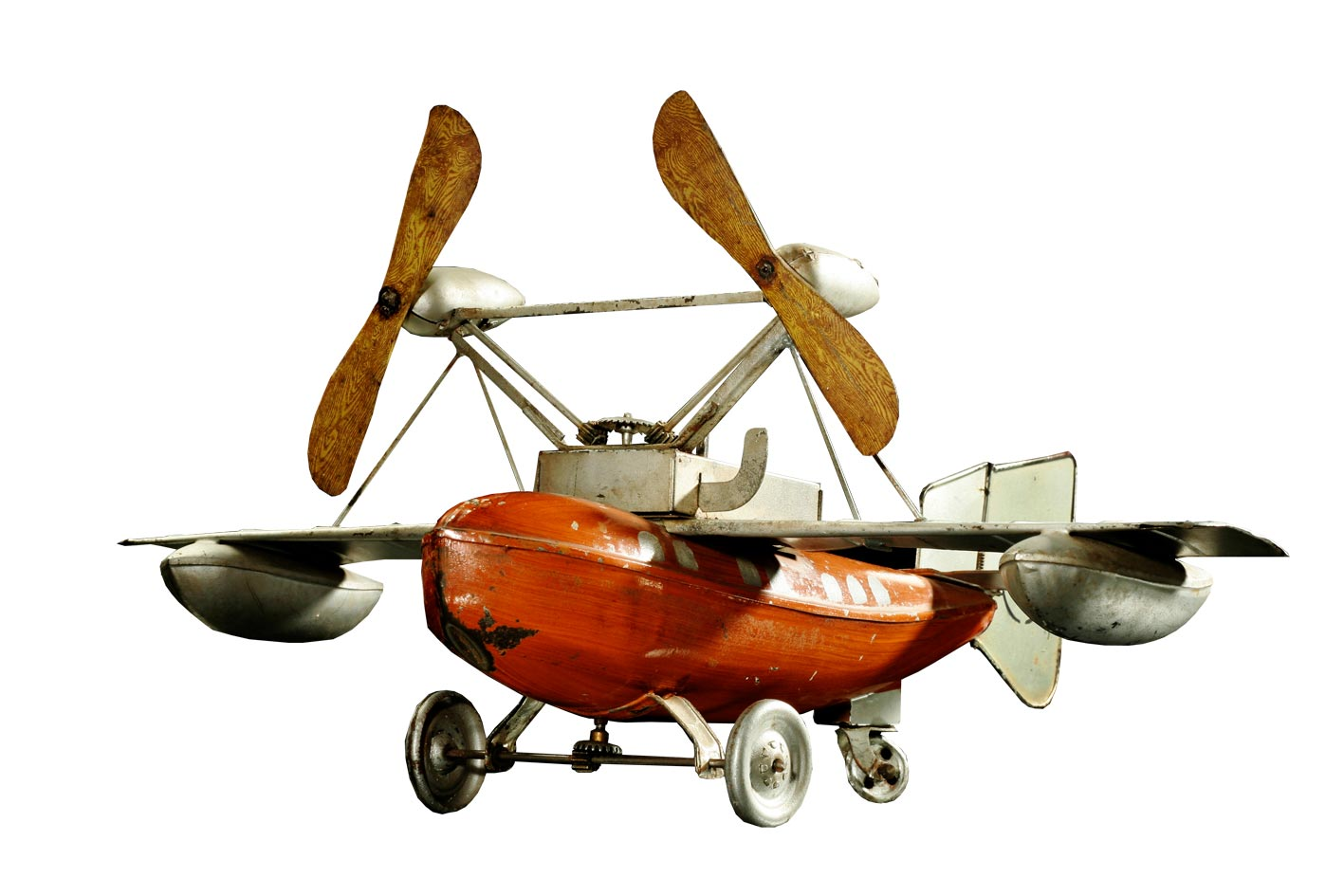
Hydravion à coque

Bing ou Gebrüder Bing (Bing frères) est une entreprise allemande fondée par les frères Ignaz et Adolf Bing en 1863 à Nuremberg. À l'origine, l'entreprise fabrique des ustensiles de cuisine en métal, par la suite, elle se spécialise dans la fabrication de jouets fonctionnant à la vapeur. Elle ferme ses portes en 1933.

## Historique
La compagnie produit tout d'abord de la vaisselle en étain avant de se lancer dans la fabrication de jouets en 1880. Ils sortent leur premier ours en peluche en 1907.
Aux premières heures du XXe siècle, Bing était le leader mondial et leur siège à Nuremberg était la plus grosse usine de fabrication de jouet au monde. Bien que l'entreprise ait fabriqué une multitude de jouets, elle est surtout connue aujourd'hui pour ses trains miniatures et ses jouets mus à la vapeur. En plus du département des jouets, Bing fut à l'origine de nombreuses innovations scientifiques et pédagogiques, ils produisirent également des ustensiles de cuisine, des fournitures de bureau, des tournes-disques et des appareils électriques.
Bing produisit un nombre important de produits qui furent vendus de par le monde soit sous sa marque, soit sous celle d'autres compagnies. En 1914, Bing comptait 5 000 employés. À titre de comparaison, à cette époque, Märklin en comptait 800.
Le "style Nuremberg" au travers duquel, des feuilles de métal étaient embouties par des motifs lithographiés et assemblée ensuite selon un procédé perfectionné par Bing.[pas clair] Ce mode de fabrication perdura jusque dans les années 1950, longtemps après que l'entreprise ait disparu.

### Les trains miniatures

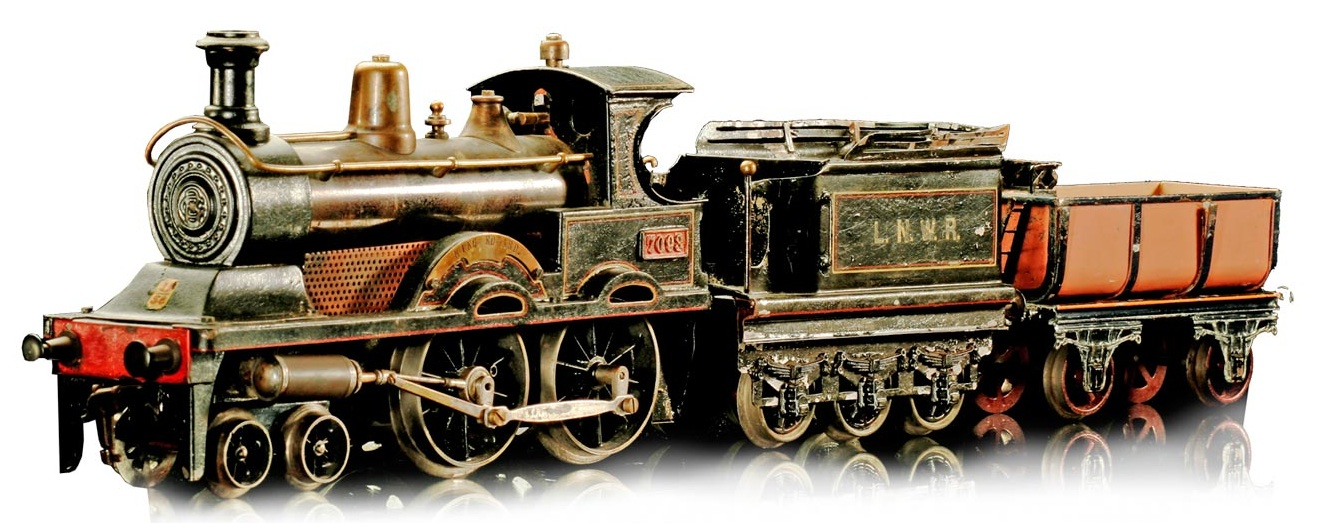
Locomotive à vapeur King Edward à l'échelle II, 2011

Les premiers trains miniatures de Bing furent mis sur le marché dans les années 1880. Lorsque Märklin formalisa plusieurs standards pour l'écartement des rails, Bing les adopta et ajouta l'Échelle 0 vers 1895 et, ensuite, l'échelle III (2,5 pouces) causant ainsi la confusion avec l'échelle III de Marklin (3 pouces) qui deviendra l'échelle IV de Bing.

### La moitié de l'échelle 0, Bassett-Lowke, Bing et Bub 1922–1932 et 1935–1937

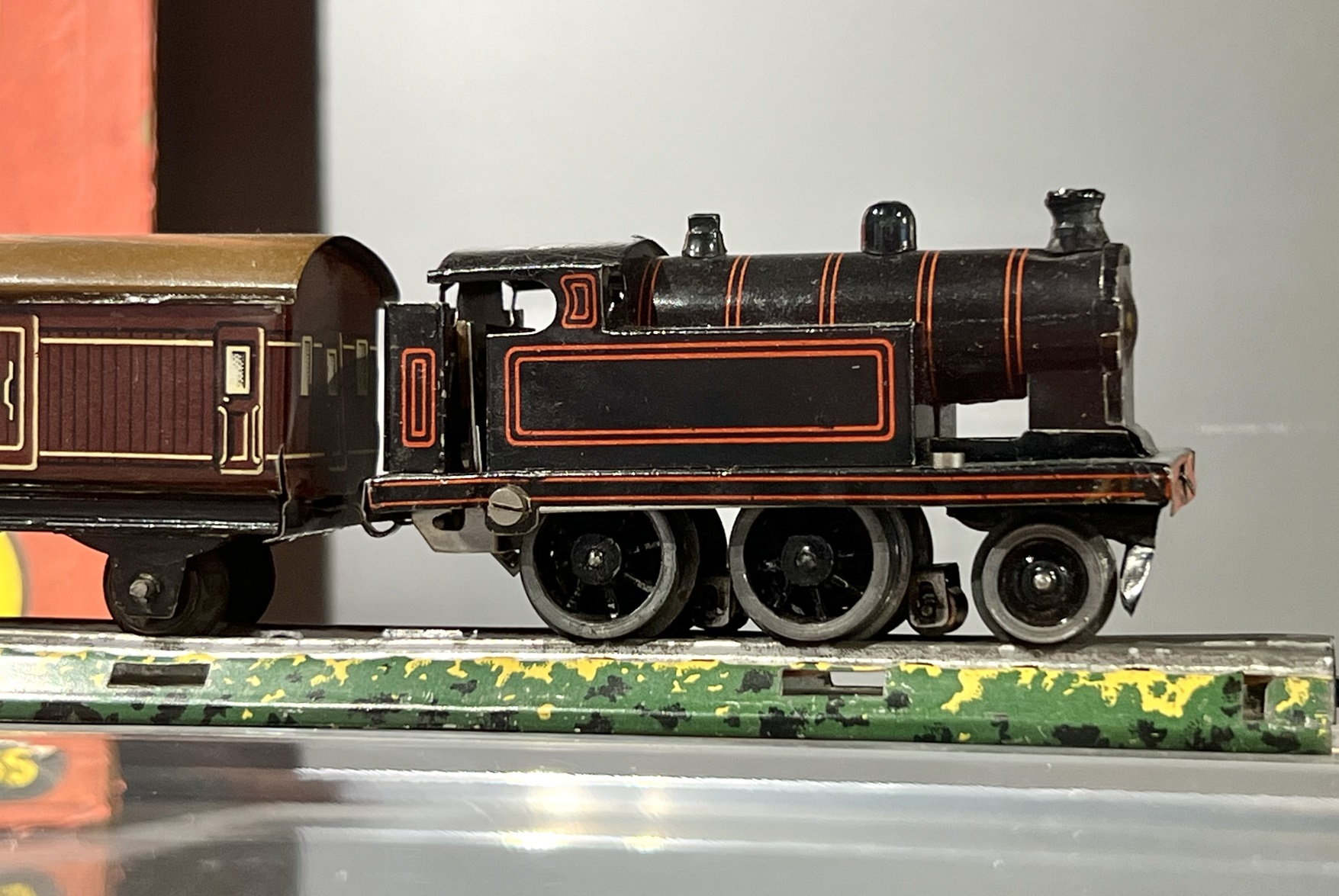
Locomotive à vapeur dans la moitié de l’échelle 0, 2024

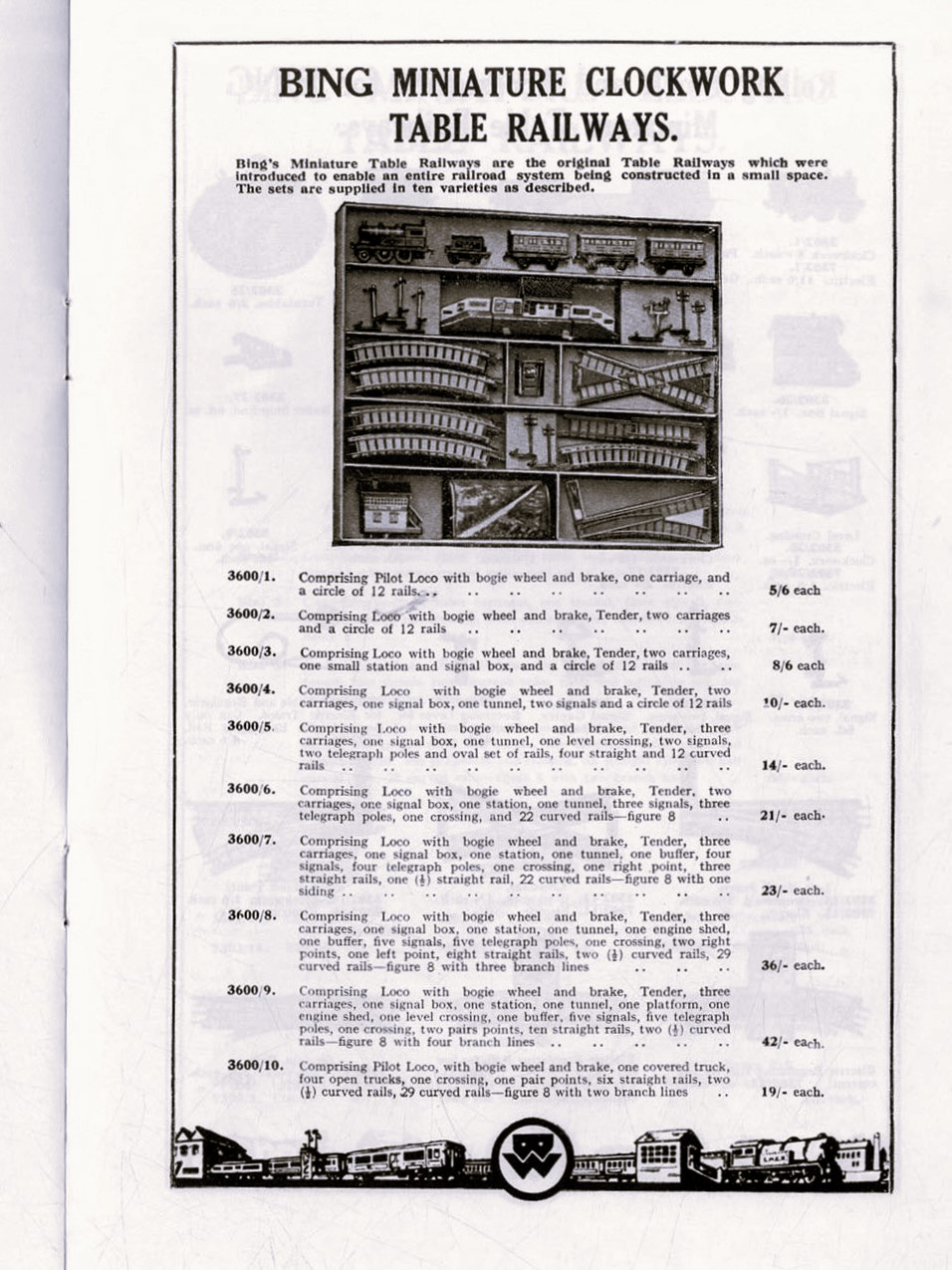
Train miniature de table à mouvement d'horlogerie BING dans le catalogue britannique de 1926

Dans les années qui ont précédé la Première Guerre mondiale, Wenman Joseph Bassett-Lowke et Henry Greenly, en Grande-Bretagne, ont eu l'idée de construire un train miniature de la moitié de la taille de l'échelle 0, de sorte qu'il puisse être installé sur une table. La Première Guerre mondiale a cependant empêché la réalisation rapide de ce petit train miniature.
Encore en 1922, Bing de Allemande a introduit par ordre de la société Bassett-Lowke au Royaume-Uni, un chemin de fer de miniature pour le table dans la moitié de l‘échelle 0, avec un écartement de 16,0 mm. Bassett-Lowke a présenté au public au Royaume-Uni ce train miniature lors de la vente de Noël 1922. Au début, Bing fabriquait des locomotives à mouvement d'horlogerie, mais à partir de 1924, Bing fabriquait aussi des locomotives électriques pour un système de trois rails. Les locomotives électriques étaient équipées d'un moteur universel et fonctionnaient à partir d'une batterie ou d'un accumulateur avec une tension continue de 6 volts, mais pouvaient également fonctionner avec une tension alternative de 8 volts à l'aide d'un bloc d'alimentation approprié. Cet écartement, mais avec un écartement de 16,5 mm, a ensuite évolué vers échelle 00, qui deviendra plus tard la norme au Royaume-Uni, et Vers échelle H0, qui deviendra plus tard la norme en Amérique du Nord et en Europe continentale.
Le modèle réduit de chemin de fer miniature pour le table était un chemin de fer miniature jouet pour les grands magasins. Les locomotives étaient équipées d'un mécanisme d'horlogerie ou d'un moteur électrique pour un fonctionnement en courant continu ou en courant alternatif. Dans le cas du fonctionnement en courant continu, il était prévu d'alimenter les moteurs électriques avec du courant continu de 6 volts provenant de piles ou d'accumulateurs ou à partir d'un courant alternatif de 8 volts via un transformateur, Le moteur électrique entraînait l'un des deux essieux par le biais d'un engrenage à vis sans fin à plusieurs étages,. Le sens de marche était inversé manuellement grâce à un interrupteur sur la locomotive électrique. Le train-jouet n’atteint pas la qualité ultérieure des trains miniatures à l'échelle 00 de Trix Express et Märklin. C'est finalement la raison pour laquelle Bub a échoué dans sa production ultérieure dans les années 1935 à 1937 face à la concurrence.
À la suite de la crise économique mondiale de 1929, d'importantes difficultés de financement ont suivi. En 1932, la production de jouets doit finalement être arrêtée afin de sauver d'autres parties du groupe. La même année, l'entreprise Bing fut vendue à la suite d'un règlement judiciaire. Les fabricants de jouets de Nuremberg Karl Bub et Kraus rachètent les machines, les outils et les pièces finies du chemin de fer miniature pour le table Bing.
De 1935 à 1937, Karl Bub continue à commercialiser le chemin de fer de table Bing sous le nom de Karl Bub Miniatur Eisenbahn. Mais Karl Bub a échoué en raison de sa construction dépassé par rapport aux nouveaux produits à l'échelle 00 de Trix avec un écartement de 16,0 mm et Märklin avec un écartement de 16,5 mm apparus sur le marché en 1935.
Stephan Bing et ses principaux ingénieurs de l'ancienne société Bing rejoignent la société Vereinigte Spielwarenfabriken Andreas Förtner und J. Haffner's Nachf. KG et y fondent la marque Trix, c'est là qu'ils ont continué à développer le train de table Bing et l'ont lancé sur le marché sous la marque Trix Express. Après Stephan Bing et sa famille aient immigré d'Allemagne en Grande-Bretagne en raison de sa religion juive, il a contribué à la création d'une filiale sous le nom de marque Trix, suivie plus tard par Trix Twin Railway (TTR).

### Les machines à vapeur
Les jouets Bing ayant recours à la vapeur furent multiples. Il s'agissait de station fixe et de leurs accessoires, de locomotives, de véhicules et de bateaux. Ces jouets à vapeur furent construits par la société durant la plus grande partie de son existence. Dès le début, ils fabriquèrent des stations fixes et des modèles mobiles. La plupart des stations fixes n'était pas représentative d'un prototype de machine à vapeur particulier. Les moteurs à vapeur étaient plus reconnaissables et pouvaient, pour les modèles les plus onéreux, être considérés comme des miniatures à l'échelle (comportant cependant des imprécisions). Les locomotives à vapeur de Bing étaient ainsi très proches de leur original grandeur nature,,,,.

## Première Guerre mondiale
La Première Guerre mondiale évinça la compagnie du marché mondial tandis que celle-ci était à son summum. En 1916, Ives et la A. C. Gilbert Company formèrent la Toy Manufacturers Association pour protéger l'industrie manufacturière du jouet américaine qui put se développer en l'absence de toute concurrence étrangère. En conséquence de quoi, les tarifs appliqués aux jouets allemands augmentèrent de 35 à 70 pour-cents. En outre, les salaires, les coûts de transports et l'inflation allemande allèrent galopant après guerre. Ceci créa un climat défavorable aux exportations de l'entreprise.
Malgré ces revers, en 1921, l'entreprise avait repris pied aux États-Unis en grande partie grâce au catalogue de son revendeur, Sears, Roebuck & Co. En 1925 cependant, la compagnie est à nouveau écartée du marché américain.

## Le déclin de l'entre-deux-guerres
En 1927, Bing connut d'importantes difficultés financières. Le président de la compagnie, Stephan Bing, et son fils, quittèrent l'entreprise pour aller travailler pour une autre fabrique de jouet basée à Nuremberg.
En 1932, Bing était en liquidation, et les Bing, qui étaient juifs s'envolèrent vers l'Angleterre lors de l'ascension d'Hitler. L'entreprise est dissoute en 1933. La plupart de ses actifs furent repris par une entreprise concurrente, Bub.

## Identification des produits Bing
Les produits Bing peuvent être identifiés au travers de l'évolution de son logo.
- 1882 - 1902 Une statue tenant une feuille reprenant les lettres "GBN" (pour "Gebrüder Bing Nürnberg")
- 1902 (sur une courte période) un cercle avec les lettres "GBN"
- 1902 - 1907 Un diamant avec les lettres "GBN"
- 1908 - 1925 Un diamant avec les lettres "GBN" et l'inscription "Bavaria" au-dessous
- 1925 - 1933 La lettre stylisée B au-dessus d'un W (pour "Bing Werke")[7],[8],[9],[10],[11],[12].

## Musée
Une collection privée de produits Bing est visible dans le musée du jouet de Freinsheim en Rhénanie-Palatinat.

## Galerie

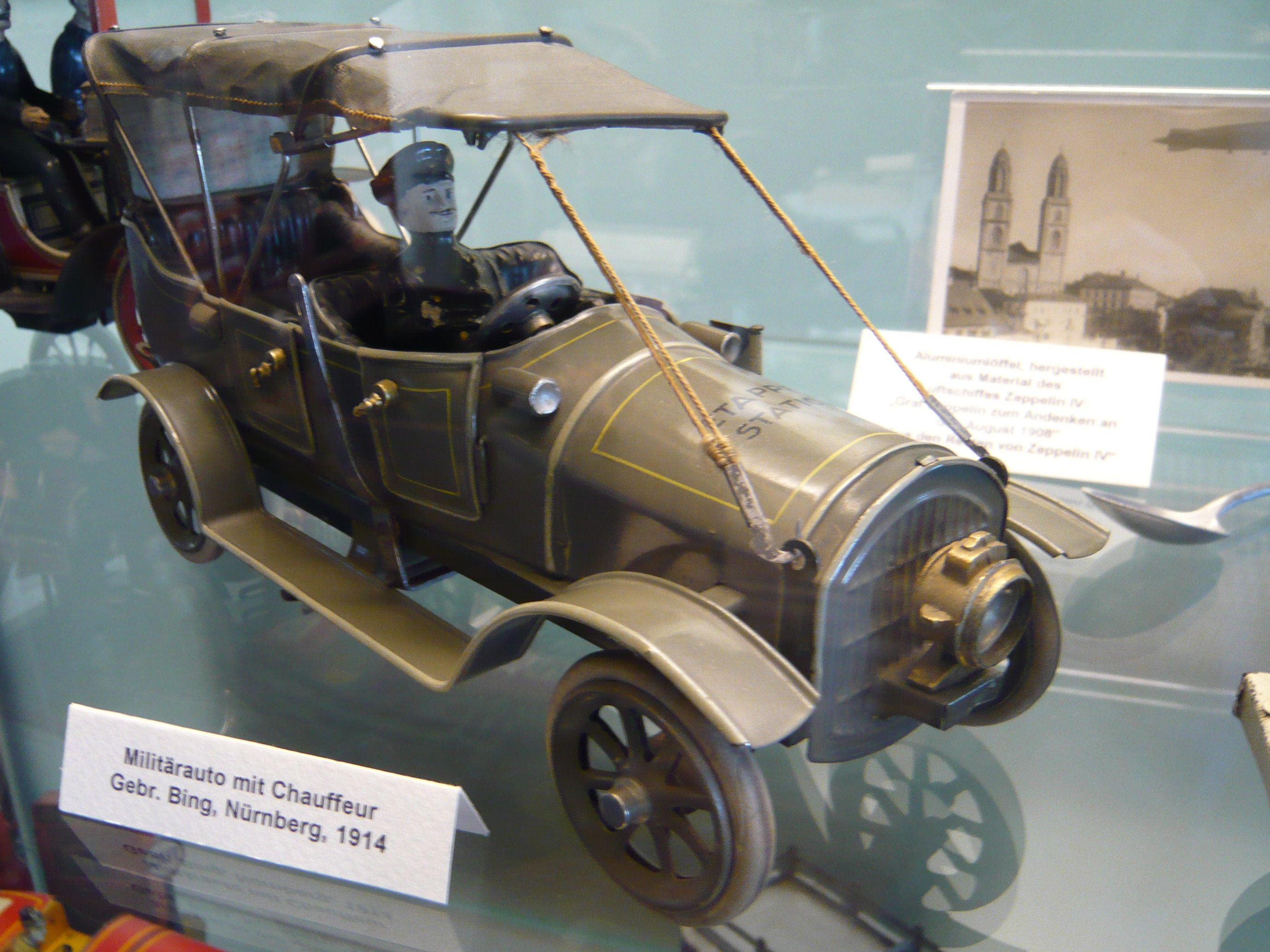
Voiture militaire, 1914.
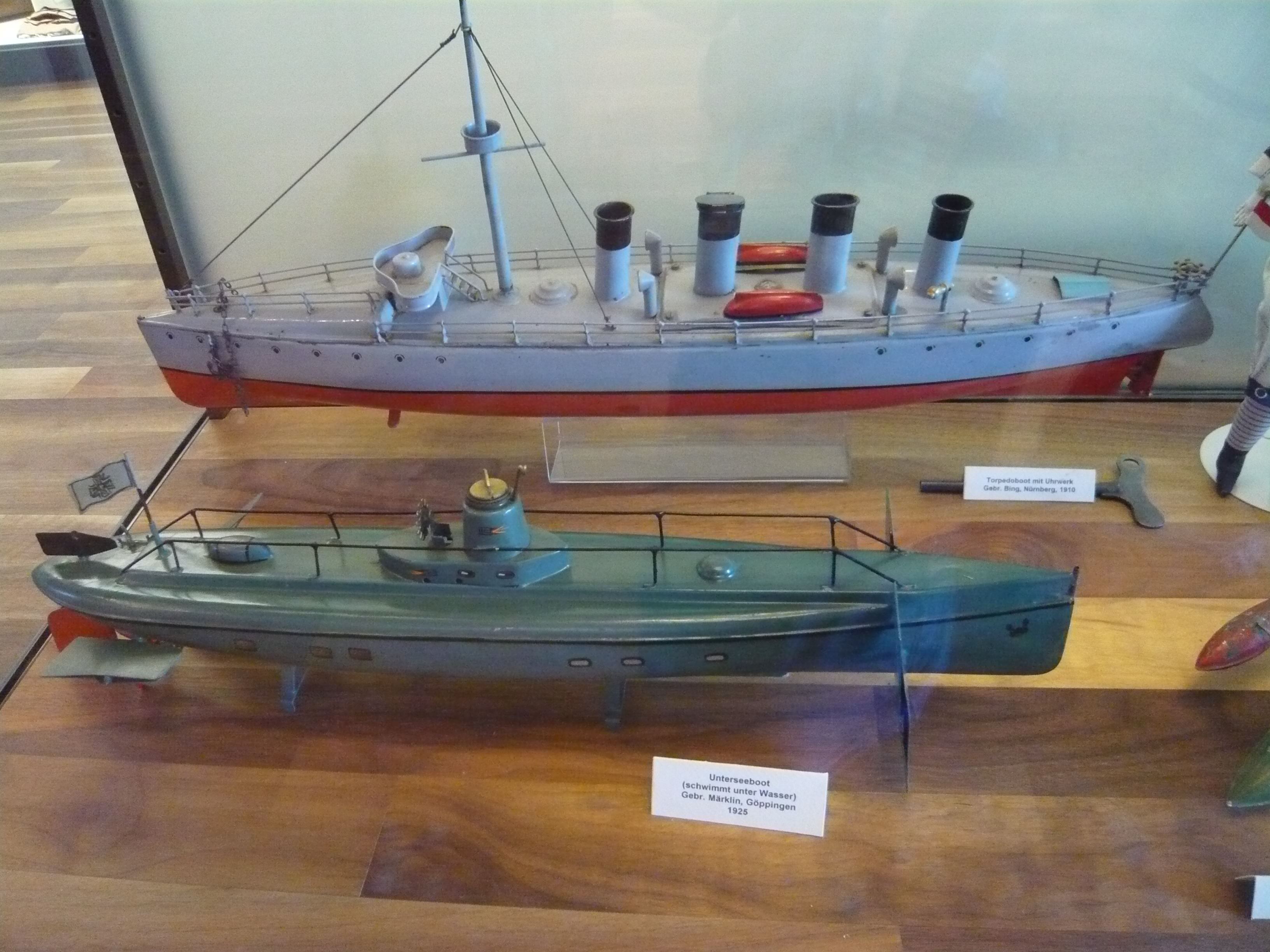
Torpilleur, 1910.
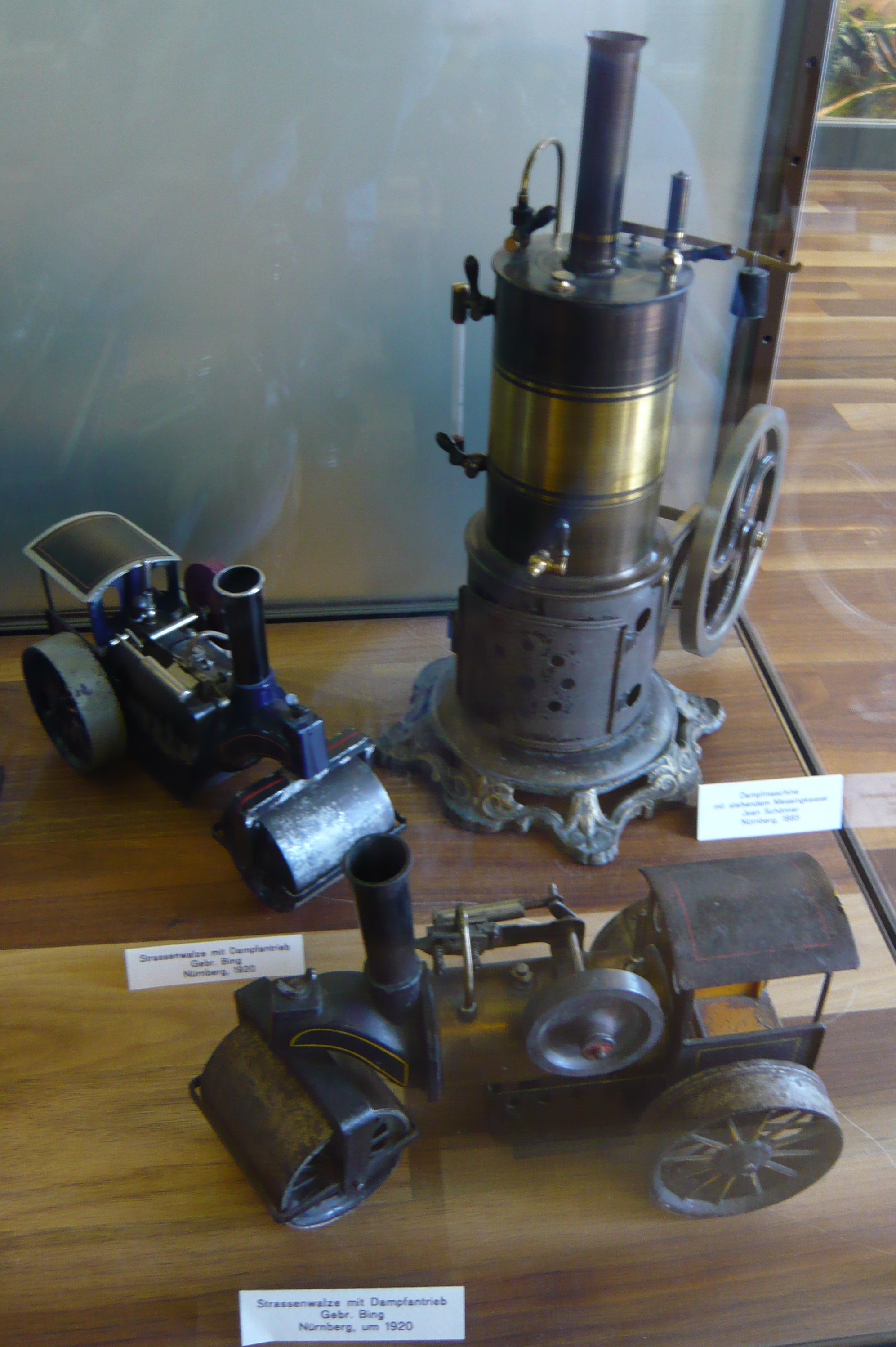
Engin routier, 1920 et une station fixe verticale, 1885.
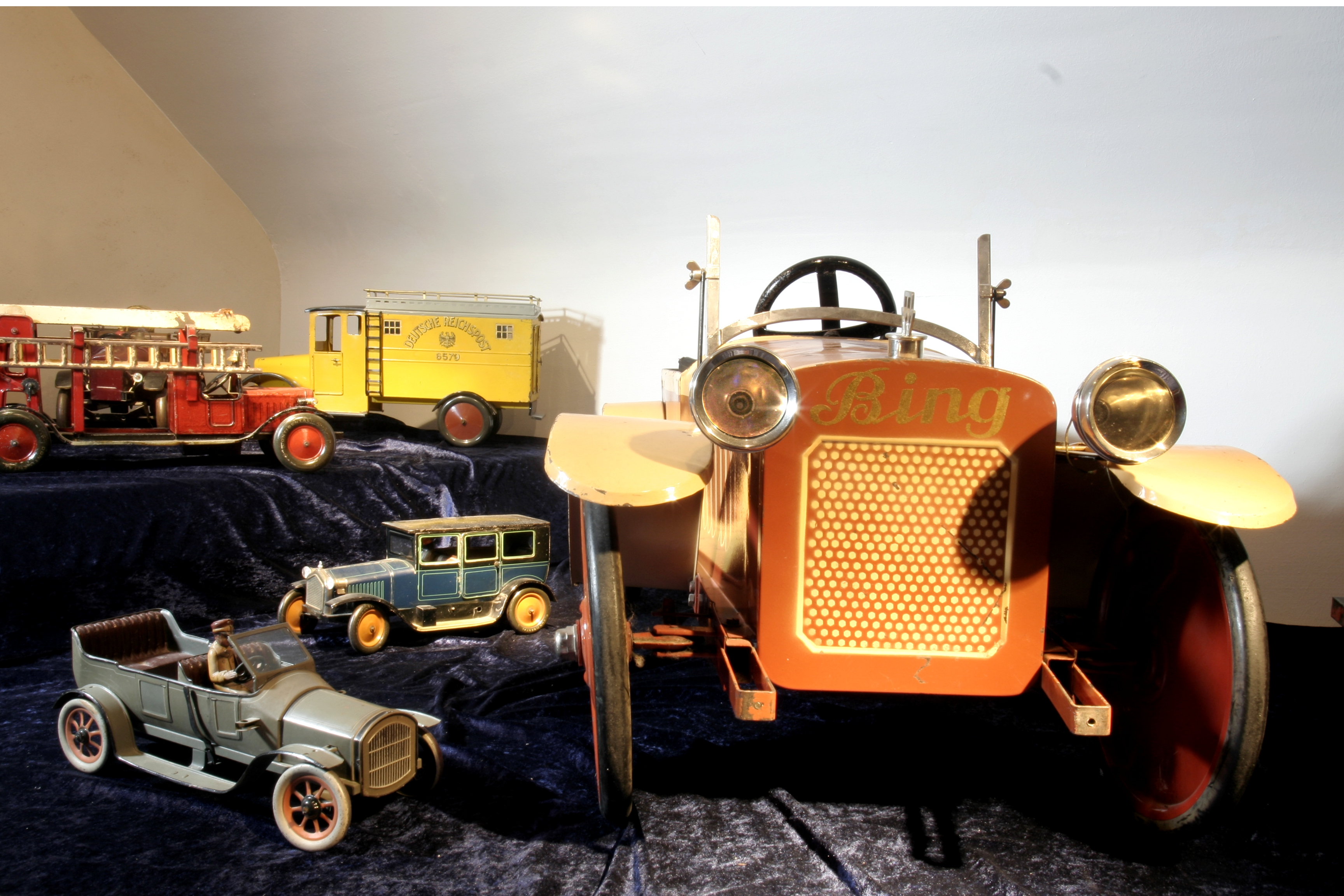
Assortiment de voitures et de voitures à pédales.